# Distretto di Jianshan
Il distretto di Jianshan (尖山区S, Jiānshān QūP) è un distretto della Cina, situato nella provincia di Heilongjiang e amministrato dalla prefettura di Shuangyashan.